# Erdenedalaj járás
Erdenedalaj  járás (mongol nyelven: Эрдэнэдалай сум) Mongólia Közép-Góbi tartományának egyik járása. Területe 7400 km². Népessége kb. 6900 fő.
Székhelye, Szangíndalaj (Сангийндалай) 110 km-re fekszik Mandalgobi tartományi székhelytől.